# Pierrick Lilliu
Pierrick Lilliu (* 13. Juli 1986 in Mülhausen, Elsass) ist ein französischer Pop-/Rocksänger. Bekannt wurde er 2005 durch seine Teilnahme an der dritten Staffel der Castingshow Nouvelle Star, bei der er hinter Myriam Abel den zweiten Platz erreichte.

## Werdegang
Kurz nach dem Finale der Show nahm Lilliu seine Debütsingle À cœur ouvert auf, die in seinem Heimatland bis auf Platz 6 der Singlecharts stieg und auch in den Nachbarländern Schweiz und Belgien die Charts erreichte. Am 17. Oktober 2005 erschien unter dem Besoin d'espace sein erstes Album. Mehrere Titel darauf schrieb er selbst.
2006 war er in dem Spielfilm Le Héros de la famille von Thierry Klifa an der Seite von Catherine Deneuve zu sehen. Seine musikalische Karriere setzte er mit der Gründung der Band Doctor Swan fort.

## Diskografie
Alben
- 2005: Besoin d'espace